# Elixir paregòric
L'Elixir paregòric és una tintura d'opi benzoica: és preparat a base d'extret d'opi, àcid benzoic, càmfora, essència d'anís i alcohol, i que conté uns 0,10 g de morfina per cada 100 cm³.
Era un remei casolà en els segles xviii i xix, quan es va usar àmpliament per calmar els nens inquiets. Al segle xx el seu ús es va reduir, ja que els governs el regularen. (Als Estats Units, el paregóric encara es pot trobar a la farmacopea, però és una droga de classe III d'acord amb la llei de substàncies controlades.)
IndicacionsÉs indicat com a agent antiperistàltic, especialment en el tractament de la diarrea.
ContraindicacionsHipersensibilitat coneguda a aquest fàrmac o a qualsevol de derivats de l'opi. No s'ha d'utilitzar quan la diarrea és causada per una substància tòxica.
efectes adversosamb freqüència provoca somnolència i marejos. Quan s'utilitza segons les instruccions, es poden donar nàusees i restrenyiment. Altres efectes adversos inclouen depressió respiratòria, hipotensió i miosi, i, amb l'ús continu, la dependència psicològica.